# Philip Sheppard
 Philip MacDonald Sheppard (Marlborough, 27 juli 1921 – 17 oktober 1976) was een Engelse geneticus en lepidopterist. Samen met Cyril Clarke ontdekte hij het bestaan van supergenen.

## Werk
Sheppard droeg met name bij aan de wetenschap van de ecologische- en populatiegenetica van vlinders, slakken en de mensheid. Daarnaast was hij bezig met de evolutieleer en geneeskunde. Sheppards interesse lag met name bij polymorfisme, mimicry, bloedgroepen, erfelijke aandoeningen en de vorming van soorten.

## Academisch
Sheppard studeerde zoölogie aan het Worcester College van de Universiteit van Oxford (1946-1948). Met het proefschrift Genetic and Evolutionary Problems in wild populations of the Lepidoptera and other forms behaalde hij in 1951 zijn PhD. In 1956 werd Sheppard lector aan de Universiteit van Liverpool en zou dat drie jaar blijven, waarna hij nog een jaar reader was daar (een functie tussen lector en hoogleraar). Sheppard werd in 1963 de eerste hoogleraar genetica in Liverpool en bekleedde die functie tot aan zijn dood.

## Erkenning
Sheppard werd in 1965 verkozen tot Fellow of the Royal Society en kreeg in 1974 haar Darwin Medal uitgereikt. Een jaar later won hij de Linnean Medal.
De Engelsman stierf aan acute leukemie. Hij liet een vrouw en drie zonen na.